# Полеводка (Республіка Алтай)
Полеводка (рос. Полеводка) — село Усть-Коксинського району, Республіка Алтай Росії. Входить до складу Чендецького сільського поселення.
Населення — 80 осіб (2015 рік).